# Wspólnota administracyjna Altenstadt (powiat Weilheim-Schongau)
Wspólnota administracyjna Altenstadt – wspólnota administracyjna (niem. Verwaltungsgemeinschaft) w Niemczech, w kraju związkowym Bawaria, w rejencji Górna Bawaria, w regionie Oberland, w powiecie Weilheim-Schongau. Siedziba wspólnoty znajduje się w miejscowości Altenstadt. Powstała 1 maja 1978 w wyniku reformy administracyjnej.
Wspólnota administracyjna zrzesza pięć gmin wiejskich (Gemeinde): 
- Altenstadt, 3 226 mieszkańców, 18,66 km²
- Hohenfurch, 1 514 mieszkańców, 12,41 km²
- Ingenried, 917 mieszkańców, 17,45 km²
- Schwabbruck, 935 mieszkańców, 7,34 km²
- Schwabsoien, 1 299 mieszkańców, 17,02 km²